# Felice Brusasorzi
Felice Riccio, bekannt als Felice Brusasorzi, andere Schreibweise Felice Brusasorci, (* 1539 oder 1540 in Verona; † 4. März 1605 ebenda) war ein italienischer Maler des späten Manierismus.

## Leben
Felice Brusasorzi ist der Sohn des Malers Domenico Riccio, dessen Künstlernamen Brusasorzi er übernahm. Er wurde zu einem unbekannten Zeitpunkt zwischen 1539 und 1540 in Verona geboren.
Brusasorzi erlernte die Malerei bei seinem Vater. Sein erstes ihm eindeutig zugeschriebenes Werk ist eine Pala, die er für die Kirche Santissima Trinità in Monte Oliveto in Verona anfertigte und Giorgio Vasari in der 1568 erschienenen zweiten Auflage seiner Schrift Vite erwähnte. Brusasorzi hielt sich zeitlebens zum überwiegenden Teil in seiner Heimatstadt Verona auf. Lediglich einige Aufenthalte in Florenz sind dokumentiert. Insbesondere sein erster Aufenthalt in der Stadt am Arno, den er um 1567 nach dem Tode seines Vaters antrat, sollte wesentlich zu seiner malerischen Reife beitragen. In Florenz verkehrte er mit dem Maler Giovanni Battista Naldini und mit dem Literaten Bernardo Canigiani, mit dem er auch später in Briefkontakt blieb.
Felice Brusasorzi war wie sein Vater Mitglied der Accademia filarmonica in Verona. Er starb am 4. März 1605 in Verona. Nach dem zeitgenössischen Biographen Carlo Ridolfi wurde er von seiner untreuen jüngeren Frau vergiftet.

## Werk
Sein Werk stand lange Zeit im Schatten der Arbeiten seines Vaters, weshalb er von der Kritik nicht weiter beachtet wurde. Erst in der zweiten Hälfte des 20. Jahrhunderts wurde er als Maler „wiederentdeckt“. Er zählt zu den bedeutendsten Vertretern des Manierismus in Verona im ausgehenden 16. Jahrhundert und übernahm zunächst den manieristischen Stil seines Vaters. Seine folgenden Arbeiten zeigen bereits spätmanieristische Züge. Nach dem Aufenthalt in Florenz wurde er zunehmend von anderer Seite beeinflusst und entwickelte in der Folge seinen eigenen Stil, der von toskanischen und lombardischen Einflüssen geprägt ist. Seine volle künstlerische Reife erreichte er um 1580. Die für die Kirche Madonna in Campagna in Verona zwischen 1596 und 1597 gefertigten Altarbilder aus der Passion Jesus Christus sind seine wohl bedeutendsten Arbeiten. Von seiner tiefen religiösen Verwurzelung zeugen die um 1600 entstandene Pala für die Kapuzinerkirche in Bozen sowie die für die Basilika Sant’Anastasia geschaffene Pala Madonna und Heilige. In seinen Spätwerken sind auch naturalistische Züge auszumachen, die dann von seinen Schülern Marcantonio Bassetti, Pasqual Ottino und Alessandro Turchi aufgenommen wurden.
Seine künstlerische Entwicklung lässt sich gut an den zahlreichen Altarbildern verfolgen, die er für verschiedene Kirchen in und um Verona anfertigte. Neben seinem Erstlingswerk für die Kirche Santissima Trinità in Monte Oliveto malte er unter anderem für die Kirchen San Giorgio in Braida, Sant’Anastasia, Santi Apostoli, den Dom Santa Maria Matriculare, Sant’Eufemia, San Paolo, San Tommaso und Santi Nazaro e Celso.
Neben religiösen Motiven für den Klerus fertigte Brusasorzi zwischen 1595 und 1596 Porträts und Bilder mit profanen, mythologischen oder allegorischen Motiven an. Nach seinem Tod wurden einige von ihm nicht vollendete Altarretabel von seinen Schülern Turchino und Ottino vollendet.

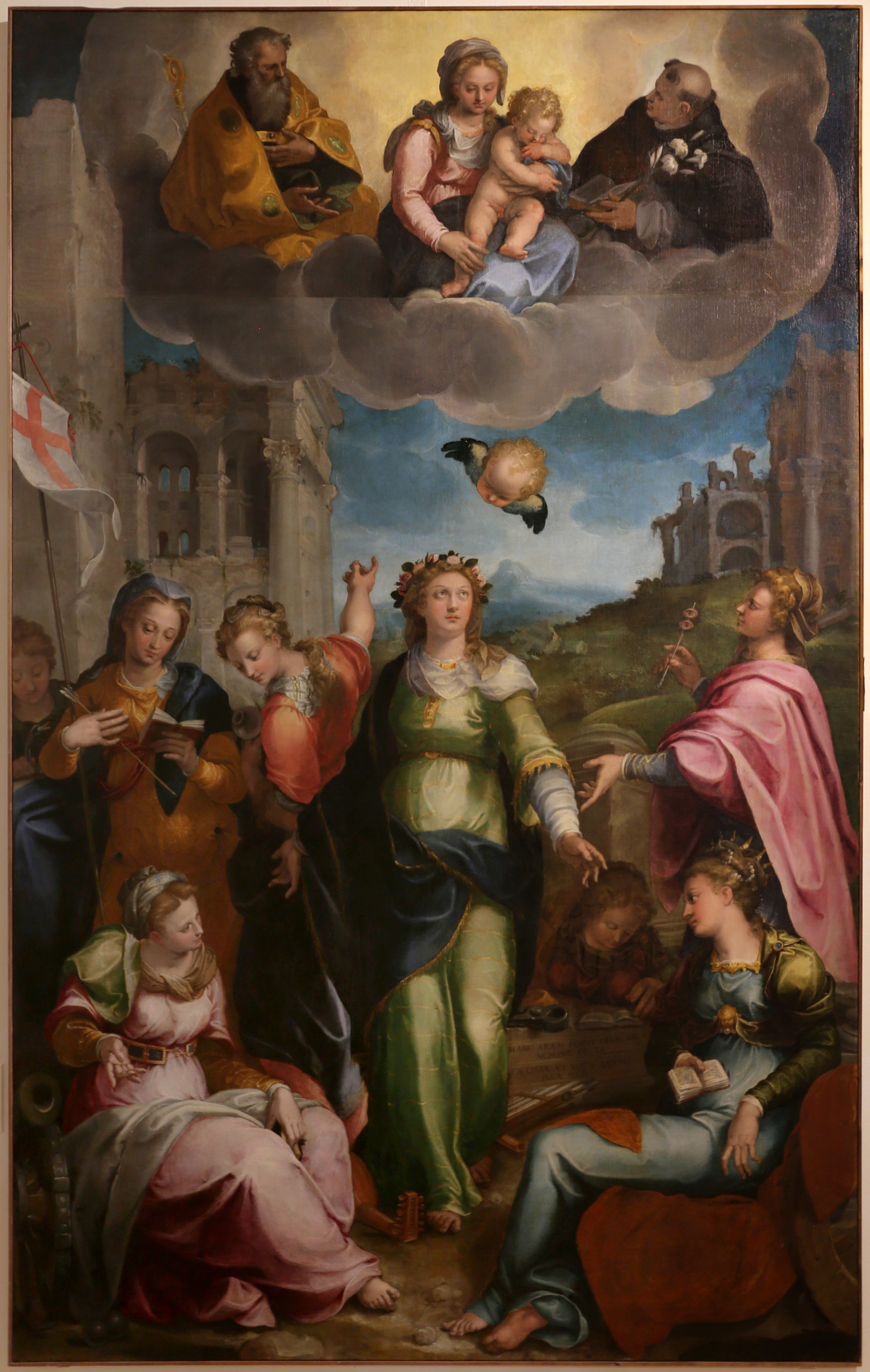
Madonna mit Kind – Castelvecchio
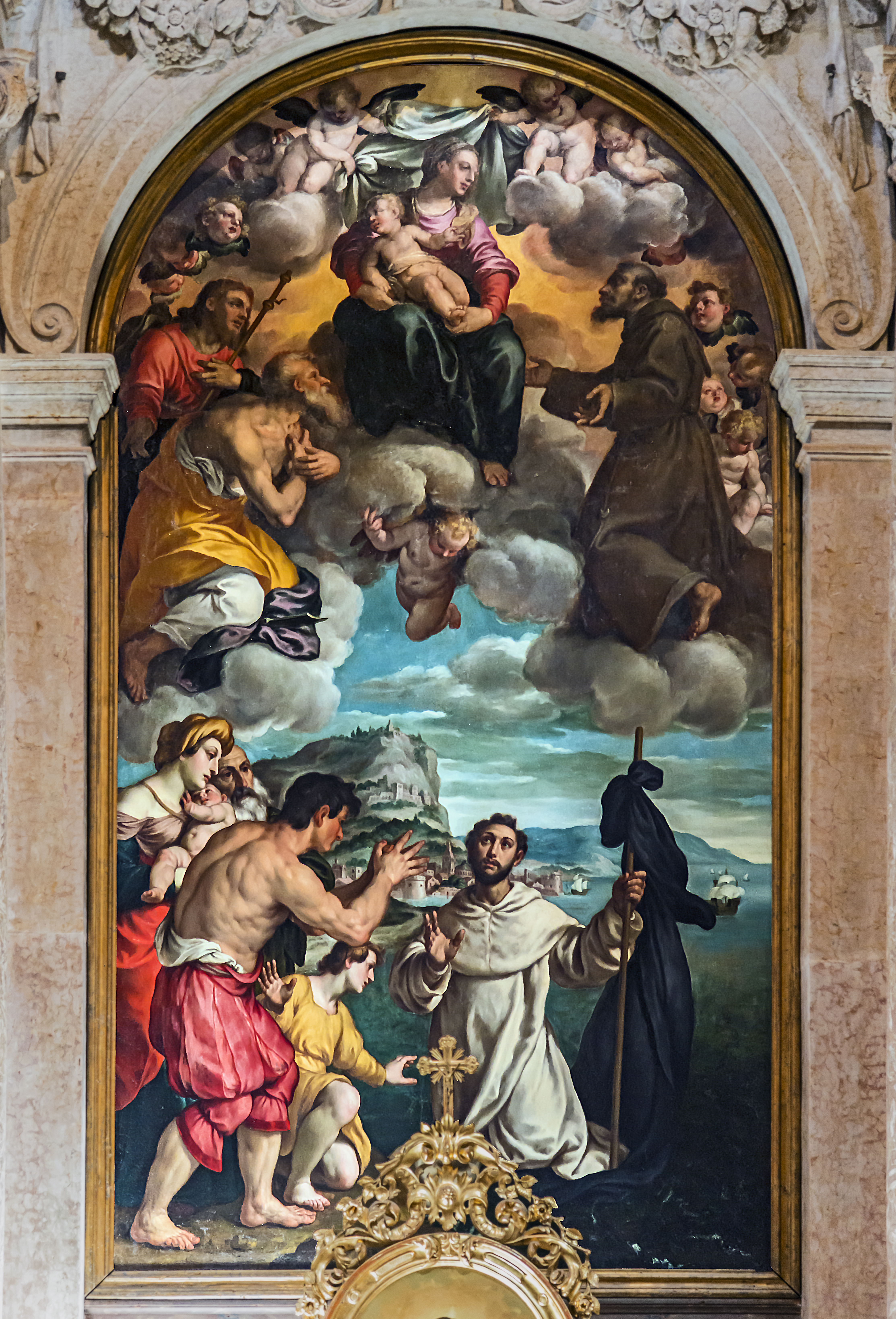
Madonna und Heilige – Sant’Anastasia
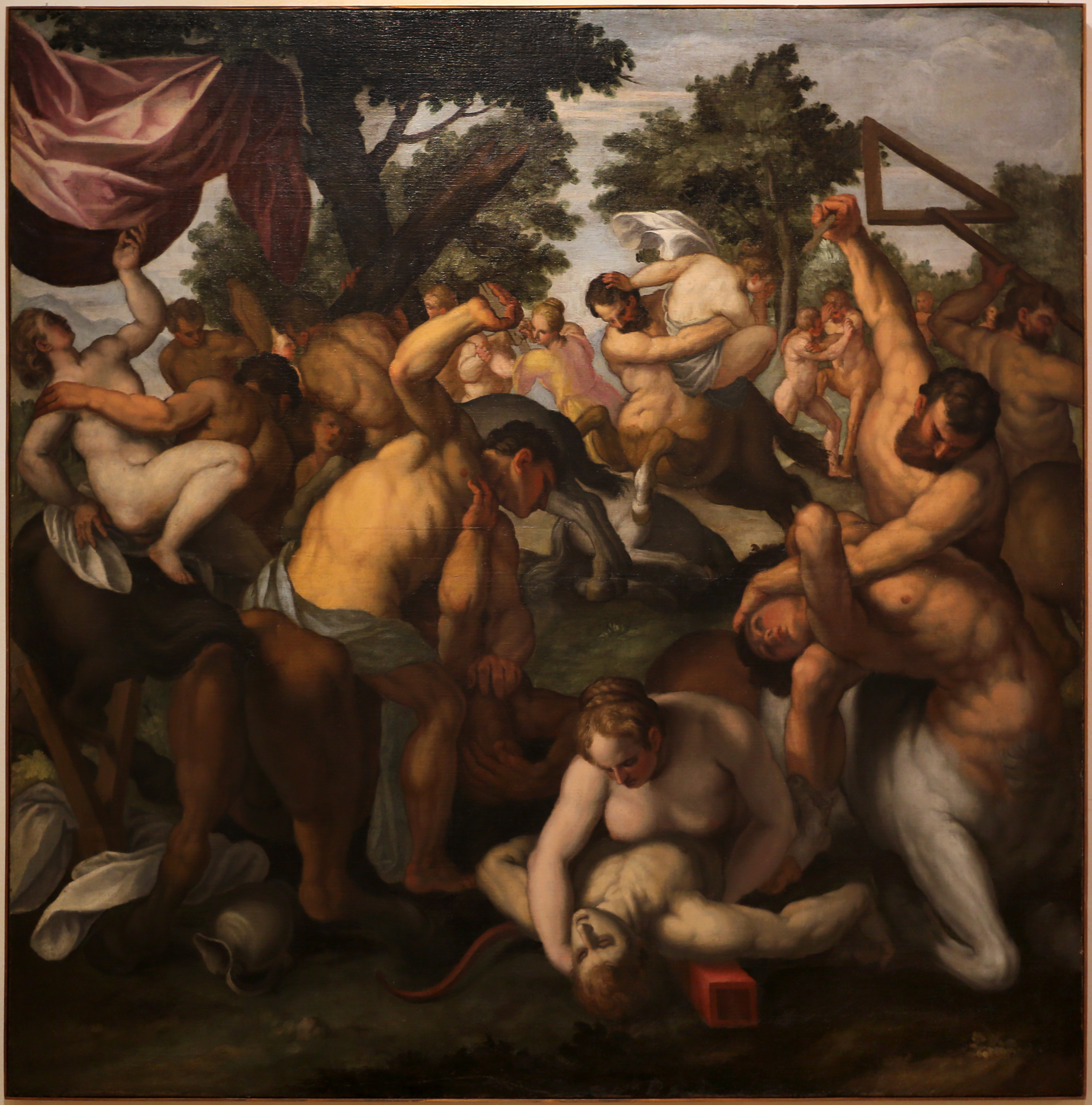
Kentauromachie – Castelvecchio
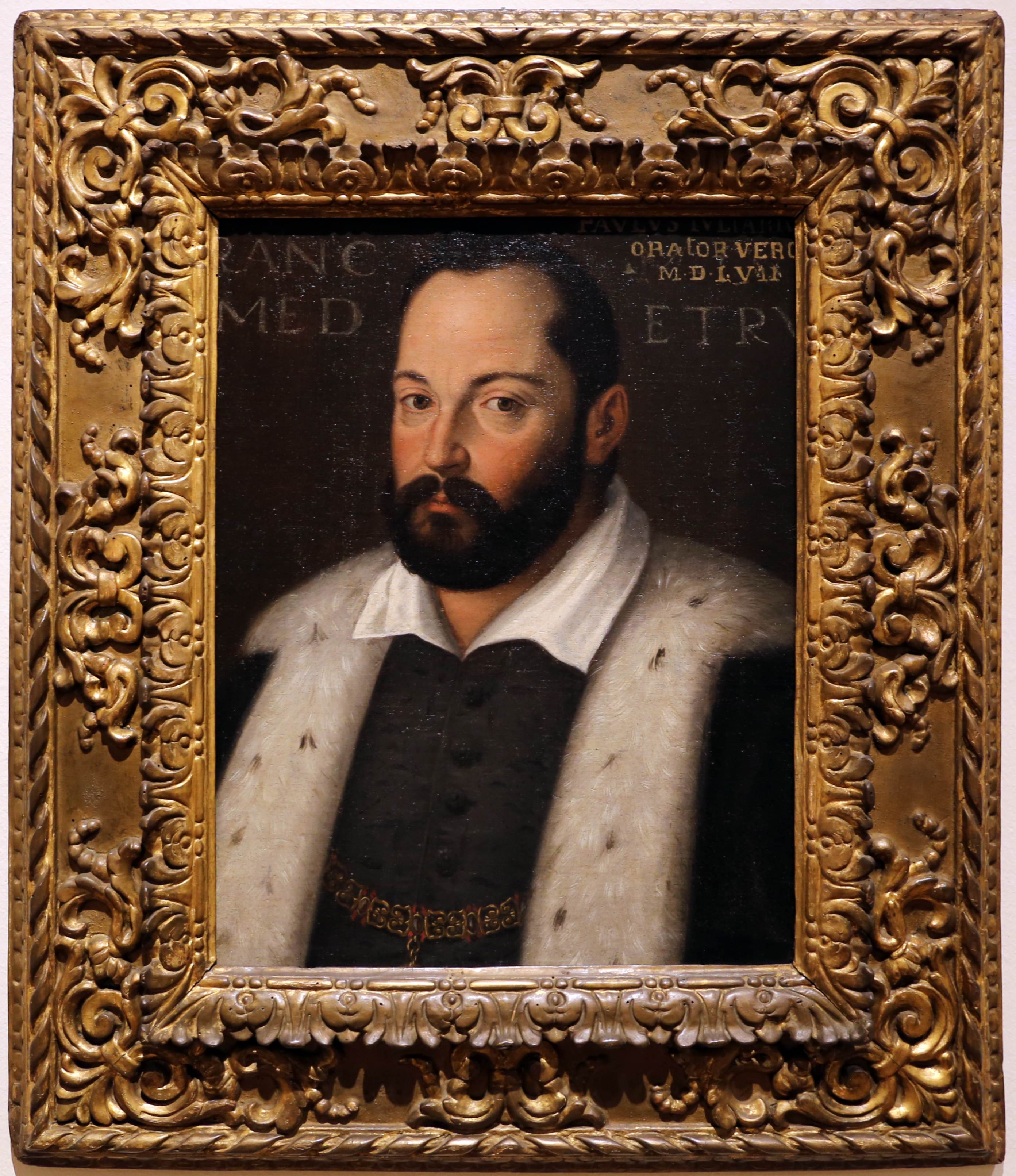
Francesco I. de’ Medici – Castelvecchio